# Logistična porazdelitev
Logistična porazdelitevje družina zveznih verjetnostnih porazdelitev z dvema parametroma (lokacije in merila). 
Njena zbirna funkcija verjetnosti je logistična funkcija, po kateri je tudi dobila ime. Po obliki spominja na normalno porazdelitev, ima samo močnejše repe (večjo sploščenost)

## Uporaba
Logistična porazdelitev se uporablja v
- biologiji za opisovanje rasti populacije vrst med tekmovanjem
- epidemiologiji za opis razširjanja epidemij
- tehnologiji

itd.

## Lastnosti  porazdelitve

### Funkcija gostote verjetnosti
Funkcija gostote verjetnosti za logistično porazdelitev je 
{\displaystyle f(x;\mu ,s)={\frac {e^{-(x-\mu )/s}}{s\left(1+e^{-(x-\mu )/s}\right)^{2}}}\!}
{\displaystyle ={\frac {1}{4\,s}}\;\operatorname {sech} ^{2}\!\left({\frac {x-\mu }{2\,s}}\right).}.
kjer je 
- {\displaystyle sech(x)\!} hiperbolični sekans

### Zbirna funkcija verjetnosti
Zbirna funkcija verjetnosti je enaka 
{\displaystyle F(x;\mu ,s)={\frac {1}{1+e^{-(x-\mu )/s}}}\!}
{\displaystyle ={\frac {1}{2}}+{\frac {1}{2}}\;\operatorname {tanh} \!\left({\frac {x-\mu }{2\,s}}\right).}.
kjer je 
- {\displaystyle tanh(x)\!} hiperbolični tangens

### Pričakovana vrednost
Pričakovana vrednost je 
{\displaystyle \mu \,}

### Varianca
Varianca je 
{\displaystyle {\frac {\pi ^{2}}{3}}s^{2}\!}

## Funkcija generiranja momentov
Funkcija generiranja momentov je za {\displaystyle |s\,t|<1\!} enaka
{\displaystyle e^{\mu \,t}\,\mathrm {B} (1-s\,t,\;1+s\,t)\!}

kjer je
- {\displaystyle B(x,y)\!} funkcija beta.

## Povezave z drugimi porazdelitvami
Kadar ima slučajna spremenljivka {\displaystyle \log(X)\!} logistično porazdelitev, ima {\displaystyle X\!} logaritemsko logistično porazdelitev in slučajna spremenljivka {\displaystyle X-a\!} ima premaknjeno logaritemsko logistično porazdelitev.